# Requiem de la Réconciliation

Le Requiem de la Réconciliation est une œuvre écrite en collaboration pour célébrer le 50e anniversaire de la fin de la Seconde Guerre mondiale. Il divise la messe des morts catholique romaine en quatorze sections, chacune écrite par un compositeur différent d'un des pays impliqués dans la guerre. Il a été commandé par l'Internationale Bachakademie Stuttgart à Stuttgart, Allemagne et créé par le Gächinger Kantorei, le Krakauer Kammerchor et l'Orchestre philharmonique d'Israël, dirigés par Helmuth Rilling. Un coffret de deux disques contenant l'enregistrement de ce concert a été produit en 1996.

## Sections de l'œuvre
1. Prologue (par Luciano Berio, Italie)[3]
2. Introitus et Kyrie (par Friedrich Cerha, Autriche)
3. Sequentia - Dies iræ (par Paul-Heinz Dittrich, Allemagne)
4. Judex ergo (par Marek Kopelent, République tchèque)
5. Juste judex (par John Harbison, États-Unis)
6. Confutatis (par Arne Nordheim, Norvège)
7. Interludium (par Bernard Rands, Royaume-Uni/États-Unis)
8. Offertorium (par Marc-André Dalbavie, France)
9. Sanctus (par Judith Weir, Royaume-Uni)
10. Agnus Dei (par Krzysztof Penderecki, Pologne)
11. Communio I (par Wolfgang Rihm, Allemagne)
12. Communio II (par Alfred Schnittke, Russie, laissée incomplète pour cause de maladie et terminée par Guennadi Rojdestvenski)
13. Responsorium (par Jōji Yuasa, Japon)
14. Épilogue (par György Kurtág, Hongrie)